# Leopoldov
Leopoldov (allemand : Leopold-Neustadtl, hongrois : Lipótvár) est une ville de Slovaquie qui appartient à la Région de Nitra.

## Histoire
La plus ancienne mention écrite de la ville date de 1664.

## Démographie

### Évolution de la population
| Année:               | 1994. | 2004.   | 2014.   | 2024.   |
| -------------------- | ----- | ------- | ------- | ------- |
| Nombre de personnes: | 4009  | 4092    | 4143    | 3873    |
| Différence:          |       | +2,07 % | +1,24 % | -6,51 % |

| Année:               | 2023. | 2024.   |
| -------------------- | ----- | ------- |
| Nombre de personnes: | 3907  | 3873    |
| Différence:          |       | -0,87 % |

## Transport
La ville est située au croisement des lignes de chemin de fer entre Bratislava et Žilina et des embranchements vers Sereď, Nitra et Prievidza

## Villes jumelées
- Kuřim (Tchéquie)
- Fertőszentmiklós (Hongrie)